# 榊原政純
榊原 政純（さかきばら まさずみ）は、江戸時代中期の大名。播磨姫路藩主、越後高田藩初代藩主、榊原家9代当主。ただし、早世後に異母弟の榊原政永が身代わりで擁立され、公式には同一人物とされた。

## 生涯
享保20年（1735年）、姫路藩主榊原政岑の長男として生まれる。生母は谷口氏。幼名は熊千代、小平太。
父が吉原での乱行を咎められ、将軍徳川吉宗から隠居を命じられたため、寛保元年（1741年）10月13日に7歳で家督を継ぐ。同年11月1日、姫路藩から高田藩に国替えを命じられた。父に対する懲罰と、幼少の藩主では西国の要である姫路藩主は務まらないとしての転封である。石高（表高）は15万石で転封前と同じであったが、雪深い北国であり、また陸奥国などに飛び地があるため実質的には減封で、藩財政の悪化を招いた。政岑は政純の後見人として藩政に努めたが、寛保3年（1743年）に死去した。
延享元年（1744年）12月11日、小平太政純は病死した。数え10歳であった。幼少であったため将軍御目見も果たしておらず、世継も定めていなかった。末期養子が認められる年齢でもなく、榊原家は断絶の危機に陥った。そこで榊原家は、幕閣から内密の了承を得て、小平太の異母弟で1歳下の富次郎政従（後の政永）を小平太政純とすり替えて家の存続を図った。

## 系譜
父母
- 榊原政岑（父）
- 谷口氏（母） - 側室